# Patrick Saint-Éloi
Patrick Saint-Éloi, genannt PSE (* 20. Oktober 1958 in Guadeloupe; † 18. September 2010 in Pointe-à-Pitre) war ein guadeloupischer Musiker und Sänger.
Patrick Saint-Éloi, ein Bewunderer von Nat King Cole und Harry Belafonte, ging im Alter von 17 Jahren nach Paris und nahm dort Gesangsunterricht. Zu Beginn seiner Karriere war er ab 1982 zwanzig Jahre lang Mitglied der weltweit tourenden Zouk-Gruppe Kassav’. Parallel dazu brachte er 1985 ein Solo-Album namens Mizik Sé Lanmou heraus. Mit dem Titel "West Indies" wurde er zum Inbegriff des Musikstils Zouk Love. 2002 erfolgte sein Ausstieg bei Kassav' und die Rückkehr nach Guadeloupe, wo er sich ausschließlich auf seine Solo-Karriere konzentrierte. PSE, der fortan nur noch auf kreolisch sang, wurde so zur "Stimme der Antillen". Er verstarb am 18. September 2010 infolge eines Krebsleidens.